# برينت فيتز
برينت فيتز هو موسيقي كندي، ولد في 27 مارس 1970 في وينيبيغ في كندا.

## وصلات خارجية
- الموقع الرسمي
- برينت فيتز على موقع IMDb (الإنجليزية)
- برينت فيتز على موقع ميوزك برينز (الإنجليزية)
- برينت فيتز على موقع ديسكوغز (الإنجليزية)
- برينت فيتز على موقع قاعدة بيانات الفيلم (الإنجليزية)